# Kremlin Cup 2015
Kremlin Cup 2015, oficiálně se jménem sponzora Kremlin Cup by Bank of Moscow 2015, byl společný tenisový turnaj mužského okruhu ATP World Tour a ženského okruhu WTA Tour, hraný na krytých dvorcích s tvrdým povrchem Olympijského stadionu. Konal se mezi 19. až 25. říjnem 2015 v ruském hlavním městě Moskvě jako 26. ročník mužského a 20. ročník ženského turnaje.
Mužská polovina se řadila do čtvrté kategorie okruhu ATP World Tour 250 a její dotace činila 771 525 dolarů. Ženská část měla rozpočet 768 000 dolarů a byla součástí kategorie WTA Premier.
Posledním přímým účastníkem singlové soutěže mužů se stal 93. ruský hráč žebříčku ATP Michail Južnyj, mezi ženami pak 72. ruská pořadí WTA Margarita Gasparjanová. Nejvýše nasazenými hráči dvouher se stali obhájce titulu a světová dvanáctka Marin Čilić z Chorvatska, který dokázal podnik ovládnout a sedmá hráčka klasifikace Lucie Šafářová poté, co odstoupila Radwańská.
Vyjma mužského singlu vyhráli zbylé tři soutěže ruští tenisté. Světlana Kuzněcovová dvouhru, Andrej Rubljov v páru s Dmitrijem Tursunovem mužskou čtyřhru a Darja Kasatkinová po boku Jeleny Vesninové ženského debla. Pro Rubljova a Kasatkinovou to byly premiérové tituly na daných profesionálních okruzích.

## Distribuce bodů a finančních odměn

### Distribuce bodů
| Soutěž         | vítězové | finalisté | semifinalisté | čtvrtfinalisté | 16 v kole | 32 v kole | Q  | Q3 | Q2 | Q1 |  |
| -------------- | -------- | --------- | ------------- | -------------- | --------- | --------- | -- | -- | -- | -- |  |
| dvouhra mužů   | 250      | 150       | 90            | 45             | 20        | 0         | 12 | 6  | 0  | 0  |  |
| mužská čtyřhra | 250      | 150       | 90            | 45             | 20        | 0         |    |    |    |    |  |
| ženská dvouhra | 470      | 305       | 185           | 100            | 55        | 1         | 25 | 18 | 13 | 1  |  |
| ženská čtyřhra | 470      | 305       | 185           | 100            | 1         |           |    |    |    |    |  |

### Finanční odměny
| Soutěž         | vítězové | finalisté | semifinalisté | čtvrtfinalisté | 16 v kole | 32 v kole | Q3     | Q2     | Q1   |
| -------------- | -------- | --------- | ------------- | -------------- | --------- | --------- | ------ | ------ | ---- |
| dvouhra mužů   | $127 000 | $66 900   | $36 240       | $20 650        | $12 165   | $7 210    | —      | $1 160 | $555 |
| mužská čtyřhra | $38 600  | $20 290   | $10 990       | $6 290         | $3 680    | —         | —      | —      | —    |
| ženská dvouhra | $131 230 | $70 080   | $37 430       | $20 120        | $10 790   | $6 846    | $3 075 | $1 636 | $910 |
| ženská čtyřhra | $41 050  | $21 930   | $11 985       | $6 100         | $3 310    | —         | —      | —      | —    |

## Dvouhra mužů

### Nasazení
| Stát                          | Hráč                  | ATP | Nasazení |
| ----------------------------- | --------------------- | --- | -------- |
| Chorvatsko                    | Marin Čilić           | 12. | 1.       |
| Španělsko                     | Roberto Bautista Agut | 23. | 2.       |
| Srbsko                        | Viktor Troicki        | 24. | 3.       |
| Německo                       | Philipp Kohlschreiber | 31. | 4.       |
| Uruguay                       | Pablo Cuevas          | 35. | 5.       |
| Chorvatsko                    | Borna Ćorić           | 40. | 6.       |
| Portugalsko                   | João Sousa            | 45. | 7.       |
| Kazachstán                    | Michail Kukuškin      | 50. | 8.       |
| Žebříček ATP k 12. říjnu 2015 |                       |     |          |

### Jiné formy účasti
Následující hráčí obdrželi divokou kartu do hlavní soutěže:
- Jevgenij Donskoj
- Cem İlkel
- Andrej Rubljov

Následující hráči postoupili z kvalifikace:
- Tacuma Itó
- Aslan Karacev
- Dušan Lajović
- Pere Riba

### Odhlášení
před zahájením turnaje
- Pablo Andújar → nahradil jej Michail Južnyj
- Marcel Granollers → nahradil jej Andrej Kuzněcov

### Skrečování
- Simone Bolelli (poranění dolní končetiny)
- Pere Riba (poranění dolní končetiny)

## Mužská čtyřhra

### Nasazení
| Stát                                                                     | Hráč            | Stát       | Hráč           | ATP  | Nasazení |
| ------------------------------------------------------------------------ | --------------- | ---------- | -------------- | ---- | -------- |
| Rakousko                                                                 | Philipp Oswald  | Kanada     | Adil Shamasdin | 116. | 1.       |
| Bělorusko                                                                | Sergej Betov    | Rusko      | Michail Jelgin | 142. | 2.       |
| Bělorusko                                                                | Aleksandr Buryj | Uzbekistán | Denis Istomin  | 156. | 3.       |
| Austrálie                                                                | Rameez Junaid   | Slovensko  | Igor Zelenay   | 161. | 4.       |
| Žebříček ATP k 12. říjnu 2015; číslo je součtem umístění obou členů páru |                 |            |                |      |          |

### Jiné formy účasti
Následující páry obdržely divokou kartu do hlavní soutěže:
- Richard Muzajev /  Anton Zajcev
- Andrej Rubljov /  Dmitrij Tursunov

### Odhlášení
před zahájením turnaje
- Pere Riba (poranění dolní končetiny)

## Ženská dvouhra

### Nasazení
| Stát                          | Hráčka                    | WTA | Nasazení |
| ----------------------------- | ------------------------- | --- | -------- |
| Polsko                        | Agnieszka Radwańská       | 6.  | 1.       |
| Česko                         | Lucie Šafářová            | 7.  | 2.       |
| Itálie                        | Flavia Pennettaová        | 8.  | 3.       |
| Německo                       | Angelique Kerberová       | 9.  | 4.       |
| Španělsko                     | Carla Suárezová Navarrová | 13. | 5.       |
| Česko                         | Karolína Plíšková         | 15. | 6.       |
| Rumunsko                      | Irina-Camelia Beguová     | 25. | 7.       |
| Slovensko                     | Anna Karolína Schmiedlová | 26. | 8.       |
| Francie                       | Kristina Mladenovicová    | 27. | 9.       |
| Žebříček WTA k 12. říjnu 2015 |                           |     |          |

### Jiné formy účasti
Následující hráčky obdržely divokou kartu do hlavní soutěže:
- Flavia Pennettaová
- Karolína Plíšková
- Jelena Vesninová

Následující hráčky postoupily z kvalifikace
- Darja Kasatkinová
- Klára Koukalová
- Aljaksandra Sasnovičová
- Anastasija Sevastovová

Následující hráčky postoupily jak tzv. šťastné poražené:
- Ana Bogdanová
- Paula Kaniová

### Odhlášení
před zahájením turnaje
- Angelique Kerberová (poranění zad)→ nahradila ji Ana Bogdanová
- Petra Kvitová → nahradila ji Kateřina Siniaková
- Karin Knappová → nahradila ji Olga Govorcovová
- Jekatěrina Makarovová → nahradila ji Aleksandra Krunićová
- Agnieszka Radwańská (poranění pravého ramena) → nahradila ji Paula Kaniová

v průběhu turnaje
- Flavia Pennettaová (poranění pravé nohy)

## Ženská čtyřhra

### Nasazení
| Stát                                                                     | Hráčka                 | Stát     | Hráčka              | WTA  | Nasazení |
| ------------------------------------------------------------------------ | ---------------------- | -------- | ------------------- | ---- | -------- |
| Německo                                                                  | Anna-Lena Grönefeldová | Polsko   | Alicja Rosolská     | 70.  | 1.       |
| Rumunsko                                                                 | Irina-Camelia Beguová  | Rumunsko | Monica Niculescuová | 77   | 2        |
| Slovinsko                                                                | Andreja Klepačová      | Česko    | Kateřina Siniaková  | 86.  | 3.       |
| Ukrajina                                                                 | Ljudmyla Kičenoková    | Ukrajina | Olga Savčuková      | 102. | 4.       |
| Žebříček WTA k 12. říjnu 2015; číslo je součtem umístění obou členů páru |                        |          |                     |      |          |

### Jiné formy účasti
Následující páry obdržely divokou kartu do hlavní soutěže:
- Anastasia Buchanková /  Iva Majoliová
- Darja Kasatkinová /  Jelena Vesninová

## Přehled finále

### Mužská dvouhra
- Marin Čilić vs.  Roberto Bautista Agut, 6–4, 6–4

### Ženská dvouhra
- Světlana Kuzněcovová vs.  Anastasija Pavljučenkovová, 6–2, 6–1

### Mužská čtyřhra
- Andrej Rubljov /  Dmitrij Tursunov vs.  Radu Albot /  František Čermák, 2–6, 6–1, [10–6]

### Ženská čtyřhra
- Darja Kasatkinová /  Jelena Vesninová vs.  Irina-Camelia Beguová /  Monica Niculescuová' 6–3, 6–7(7–9), [10–5]